# Kabylophytoecia cirteensis
Kabylophytoecia cirteensis är en skalbaggsart som först beskrevs av Lucas 1842.  Kabylophytoecia cirteensis ingår i släktet Kabylophytoecia och familjen långhorningar. Inga underarter finns listade i Catalogue of Life.